# Peter Sundelin
Peter Nils Sundelin (* 13. Januar 1947 in Nacka) ist ein ehemaliger schwedischer Segler.

## Erfolge

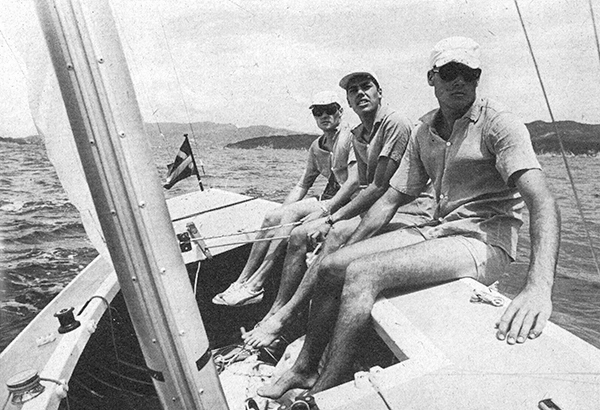
Jörgen, Peter und Ulf Sundelin an Bord 5,5-Meter-Klasse

Peter Sundelin, der Mitglied im Kungliga Svenska Segelsällskapet (KSSS, deutsch Königlich Schwedische Segelgesellschaft) war, nahm viermal an Olympischen Spielen teil. Bei den Olympischen Spielen 1968 in Mexiko-Stadt war er gemeinsam mit seinem Bruder Jörgen Crewmitglied des schwedischen Bootes, dessen Skipper sein anderer Bruder Ulf war. Die Brüder dominierten die Regatta der 5,5-Meter-Klasse mit fünf Siegen bei insgesamt sieben Wettfahrten und einem Streichergebnis. Sie wurden mit acht Punkten somit deutlich vor dem Schweizer Boot um Louis Noverraz und dem von Robin Aisher angeführten britischen Boot Olympiasieger. Vier Jahre darauf traten die Sundelin-Brüder bei den Spielen in München, deren Segelregatten im Olympiazentrum Schilksee in Kiel durchgeführt wurden, in der Drachen-Klasse an, da die 5,5-Meter-Klasse nicht mehr olympisch war. Mit 67,4 Punkten schlossen sie den Wettbewerb auf dem sechsten Platz ab. Bei den Spielen 1976 in Montreal war Jörgen Sundelin Skipper des schwedischen Bootes in der Klasse Soling und platzierte sich mit seinem Bruder Peter und seinem Cousin Stefan auf dem neunten Rang. 1980 war Peter Sundelin bei den Spielen in Moskau, deren Regatta in Tallinn stattfanden, im Starboot schließlich selbst Skipper. Mit Håkan Lindström verpasste er als Vierter jedoch einen weiteren Medaillengewinn.
Auch bei Weltmeisterschaften waren die Sundelins sehr erfolgreich. 1965 gewannen sie in Sandhamn zunächst im Drachen die Bronzemedaille, ehe ihnen am selben Ort vier Jahre später der Gewinn der Silbermedaille in der 5,5-Meter-Klasse gelang. 1971 wurden sie in Hobart im Drachen gemeinsam Weltmeister.
Wie sein Bruder Jörgen spielte Peter auch Eishockey beim Skuru IK.